# Azimute
Azimute (da forma plural em árabe do substantivo "السَّمْت" as-sumult, que significa "as direções") é uma coordenada do sistema de coordenadas horizontal. Seu valor varia de {\displaystyle 0^{o}\leq A\leq 360^{o}}contando a partir do norte geográfico até a projeção de um alvo com o horizonte (p.ex., a intersecção do brilho de uma estrela, refletido na superfície do mar, com o horizonte marítimo). Originalmente, representa uma direção definida em função de sua separação angular a um ponto de origem, o norte astronômico. 
Em navegação, o conceito de azimute geralmente é usado no sentido de direção. Por convenção, no primeiro quadrante, azimute e rumo têm o mesmo significado.
Em topografia, o conceito de azimute é bastante utilizado em levantamentos topográficos, em que o azimute é o ângulo entre o norte e um ponto levantado, ou entre o norte e um lado de um determinado polígono. Para se obter o azimute, são utilizadas ferramentas topográficas como a estação total, que serve para medir a distância da estação (que está em uma coordenada pré-determinada, pela norma NBR13133) e o ponto a ser levantado, oferecendo, assim, o seu azimute com o norte pré-determinado.